# Capitales européennes (timbre)
 (avril 2019).
Si vous disposez d'ouvrages ou d'articles de référence ou si vous connaissez des sites web de qualité traitant du thème abordé ici, merci de compléter l'article en donnant les références utiles à sa vérifiabilité et en les liant à la section « Notes et références ».
 (avril 2019).
Pour les articles homonymes, voir Capitale européenne.
La série Capitales européennes est une émission annuelle de La Poste française qui existe depuis 2002. Elle consiste en un bloc-feuillet de quatre timbres-poste imprimé en héliogravure et consacré aux monuments d'une capitale d'un pays d'Europe.
La valeur faciale des timbres de ces blocs correspond à leur sortie à l'affranchissement de la lettre simple de moins de 20 grammes pour la France et l'Europe de l'Ouest, seulement pour la France à partir de mars 2005.
En 2021, et depuis plusieurs années déjà, la série de timbres consacrée aux capitales européennes sert à affranchir du courrier pour l'international. 

## Rome en 2002
Le bloc sur Rome, capitale de l'Italie, est émis le 12 novembre 2002 (premier jour le 07 novembre 2002) à 1.6000.000 exemplaires, et retiré de la vente le 11 juin 2004. Mis en page par Valérie Besser, il est dessiné par Marc Taraskoff. Chaque timbre a une valeur faciale de 0,46 €. Le bloc est mis en vente à 1,84 €.
Monuments représentés sur les timbres : le Colisée, l'église de la Trinité-des-Monts, la basilique Saint-Pierre et la fontaine de Trevi.
Monuments représentés sur le reste du feuillet : la colonne Trajane, la bouche de la vérité dans l'Église Santa Maria in Cosmedin, la fontaine du Maure, et Notre-Dame-de-Lorette.

## Luxembourg en 2003
Le bloc sur Luxembourg, capitale du grand-duché de Luxembourg, est émis le 10 novembre 2003 (premier jour le 07 novembre 2003) à 1.676.500 exemplaires , et retiré de la vente le 24 juin 2005. Mis en page par Valérie Besser, il est dessiné par Jean-Paul Véret-Lemarinier. Chaque timbre a une valeur faciale de 0,50 €. Le bloc est mis en vente à 2,00 €.
Monuments représentés sur les timbres : la cathédrale Notre-Dame, la Citadelle Saint-Esprit, le palais grand-ducal et le pont Adolphe.
Monuments représentés sur le reste du feuillet : les armoiries du Luxembourg, la Dame en or, le monument Dicks-Lentz et la statue équestre de Guillaume II.

## Athènes en 2004
Le bloc sur Athènes, capitale de la Grèce, est émis le 15 novembre 2004 (premier jour le 11 novembre 2004) à 1.497.236 exemplaires, et retiré de la vente le 16 juin 2006. Mis en page par Valérie Besser, il est dessiné par Élisabeth Maupin. Chaque timbre a une valeur faciale de 0,50 €. Le bloc est mis en vente à 2,00 €.
Monuments représentés sur les timbres : l'Académie, l'église des Saints-Apôtres, l'odéon d'Hérode Atticus et le Parthénon.
Monuments représentés sur le reste du feuillet : le visage de la statue de Poséidon ou de Zeus, une représentation d'Athéna pensive, un vase grec représentant la chouette, le chapiteau d'une colonne et une colonne sculptée.

## Berlin en 2005
Le bloc sur Berlin, capitale de l'Allemagne, est émis le 29 août 2005 (premier jour le 27 août 2005) à 3.000.000 d'exemplaires, et retiré de la vente le 29 juin 2007. Mis en page par Valérie Besser, il est dessiné par Pierre-André Cousin. Chaque timbre a une valeur faciale de 0,53 €. Le bloc est mis en vente à 2,12 €.
Monuments représentés sur les timbres : l'église du Souvenir, la Philharmonie, la porte de Brandebourg et le Reichstag.
Monuments représentés sur le reste du feuillet : les armoiries de Berlin, des restes du mur de Berlin, le pont de l'Oberbaum, la tour de la télévision.
Pour la première fois dans cette série, deux monuments sont représentés de nuit et illuminés : la porte de Brandebourg et le Reichstag.

## Nicosie en 2006
Le bloc sur Nicosie, capitale de la république de Chypre, est émis le 26 juin 2006 (premier jour le 20 juin 2006) à 3.000.000 d'exemplaires, et retiré de la vente le 14 décembre 2007. Mis en page par Valérie Besser, il est dessiné par Louis Arquer. Chaque timbre a une valeur faciale de 0,53 €. Le bloc est mis en vente à 2,12 €.
Monuments représentés sur les timbres : l'archevêché dont une partie est un musée d'icônes, l'église Chrysaliniotissa, byzantine, bâtie en 1450, le musée archéologique et la porte de Famagouste, une fortification de l'époque vénitienne devenue centre municipal d'expositions d'art contemporain. Deux de ces lieux sont religieux, mais les quatre ont été choisis pour leur intérêt muséographique puisqu'ils possèdent tous des collections de vestiges archéologiques ou d'œuvres d'art religieuses. 
Objets archéologiques sur le reste du feuillet : les vestiges d'une statue d'Aphrodite, un coffret en céramique, une cruche du Ve siècle av. J.-C., une pièce de monnaie et un rhyton du XIIIe siècle, c'est-à-dire une corne à boire.

## Bruxelles en 2007
Le bloc sur Bruxelles, capitale de la Belgique, est émis le 02 juillet 2007 (premier jour le 30 juin 2007) à 2.200.000 exemplaires, et retiré de la vente le 12 décembre 2008. Mis en page par Valérie Besser, il est dessiné par Marc Taraskoff. Chaque timbre a une valeur faciale de 0,54 €. Le bloc est mis en vente à 2,16 €.
Monuments représentés sur les timbres : l'Hôtel de ville du XVe siècle et la Maison du roi (reconstruite en 1873), qui sont deux bâtiments de la Grand-Place, la statue-fontaine du Manneken-Pis (l'original datait du début du XVIIe siècle et l'Atomium construit pour l'exposition universelle de 1958.
Monuments sur le fond du bloc : l'abreuvoir Saute-mouton (d'après la sculpture des deux enfants y jouant), l'intérieur du musée Horta, la porte de Hal et les serres de botanique du domaine royal de Laeken.

## Prague en 2008
Le bloc sur Prague, capitale de la République tchèque, est émis le 10 novembre 2008 (premier jour le 07 novembre 2008) à 2.800.000 exemplaires, et retiré de la vente le 28 août 2009. Mis en page par Valérie Besser, il est dessiné par Cécile Millet. Chaque timbre a une valeur facile de 0,55 €. Le bloc est mis en vente à 2,20 €.
Monuments représentés sur les timbres : l'église Notre-Dame du Týn et l'horloge astronomique de l'hôtel de ville, qui sont deux bâtiments de la place de la Vieille-Ville, le pont Charles et le château de Prague.
Le reste du feuillet représente des éléments symboliques de Prague : la Tour Poudrière, l'église Saint-Nicolas du Petit Côté, la Ruelle d’or, et un candélabre de la place Hradcany. 

## Lisbonne en 2009
Le bloc sur Lisbonne, capitale du Portugal, est émis le 09 novembre 2009 (premier jour le 05 novembre 2009) à 1.800.000 exemplaires, et retiré de la vente le 27 août 2010 . Mis en page par Valérie Besser, il est dessiné par Noëlle Le Guillouzic. Chaque timbre a une valeur facile de 0,56 €. Le bloc est mis en vente à 2,24 €.
Monuments représentés sur les timbres : la tour de Belém, le monument des Découvertes et le monastère des Hiéronymites, situés dans le quartier de Belém, à l'Ouest de la ville, et une image du quartier central de Bairro Alto.
Le reste du feuillet représente des éléments symboliques de Lisbonne : l'ascenseur de Santa Justa, le château Saint-Georges et deux azulejos pour le musée de l'Azulejo.

## Paris en 2010
Le bloc sur Paris, capitale de la France, est émis le 08 novembre 2010 (premier jour le 04 novembre 2010) à 2.150.000 exemplaires.  L'illustration et la conception graphique du bloc ont été réalisées par Stéphane Humbert-Basset. Chaque timbre a une valeur faciale de 0,58 €. Le bloc est mis en vente à 2,32 €.
Monuments représentés sur les timbres : l'arc de triomphe de l'Étoile, la cathédrale Notre-Dame, l'opéra Garnier et la tour Eiffel.
Le reste du feuillet représente des éléments symboliques de Paris : le Sacré-Cœur, le square du Vert-Galant et les toits de Paris, les bistrots de Paris, les Champs-Elysées et des amoureux devant une station de métro.

## Budapest en 2011
Le bloc sur Budapest, capitale de la Hongrie, est émis le 28 mars 2011 (premier jour le 25 mars 2011) à 1.800.000 exemplaires , et retiré de la vente le 23 décembre 2011. Mis en page par Valérie Besser, il est dessiné par Alain Bouldouyre. Chaque timbre a une valeur faciale de 0,58 €. Le bloc est mis en vente à 2,32 €.
Monuments représentés sur les timbres : le pont des chaînes, le Parlement, le palais de Budavár et les thermes Széchenyi .
Monuments représentés sur le reste du feuillet : la grande synagogue de Budapest, la basilique Saint-Étienne, la place des Héros et l'église Mathias.

## Copenhague en 2012
Le bloc sur Copenhague, capitale du Danemark, est émis le 25 mars 2012 (premier jour le 23 mars 2012) à 1.800.00 exemplaires, et retié le 28 décembre 2012. Mis en page par Valérie Besser, il est dessiné par Olivier Audy. Chaque timbre a une valeur faciale de 0,60 €. Le bloc est mis en vente à 2,40 €.
Monuments représentés sur les timbres : la Petite sirène, le palais Amalienborg, le château Rosenborg et Nyhavn.
Monuments représentés sur le reste du feuillet : l'Ancienne Bourse, l'église de Notre-Sauveur, l'hôtel de ville et un Lampadaire.

## Madrid en 2013
Le bloc sur Madrid, capitale de l'Espagne, est émis le 18 mars 2013 (premier jour le 15 mars 2013, ) à 1.200.000 exemplaires, et retiré de la vente le 20 décembre 2013. Mis en page par Valérie Besser, il est dessiné par Arnaud d'Aunay. Le timbre à date “Premier Jour” est conçu par Claude Perchat. Chaque timbre a une valeur faciale de 0,63 €. Le bloc est mis en vente à 2,52 €.
Monuments représentés sur les timbres : la Plaza mayor, la cathédrale de la Almudena, le palais des Communications et le Palais royal.
Outre l'Immeuble Metropolis, une esquisse représentant Don Quichotte, et deux oeuvres très connues, La Maja nue de Francisco de Goya et Les Ménines de Diego Velasquez, toutes deux issues du célèbre Musée du Prado, viennent enrichir le fond de bloc.

## Vienne en 2014
Le bloc sur Vienne, capitale de l'Autriche, est émis le 22 avril 2014 (premier jour le 19 avril 2014) à 650.000 exemplaires, et retiré de la vente le 30 janvier 2015. Il est dessiné par Stéphane Levallois. Chaque timbre a une valeur faciale de 0,66 €. Le bloc est mis en vente à 2,64 €.
Monuments représentés sur les timbres : le Pavillon de la Sécession, le château du Belvédère, la Karlskirche, et la Hofburg.
Sur le reste du feuillet : un exemple caractéristique du style de la Sécession viennoise.
Particularité : les perforations sont prolongées entre les timbres et jusqu'aux bords du bloc de façon à ce que le fond de bloc se détache en petites vignettes décoratives.

## Riga en 2015
Le bloc sur Riga, capitale de la Lettonie, est émis le 07 avril 2015. L'illustration et la conception graphique du bloc ont été réalisées par Guillaume Sorel, la mise en page par Bruno Ghiringhelli. Chaque timbre a une valeur faciale de 0,76 €. Le bloc est mis en vente à 3,04 €.
Monuments représentés sur les timbres : la maison des Têtes noires, l'église Saint-Pierre, la cathédrale de la Nativité et l'Opéra national.
Le reste du feuillet représente une vue de la ville (Église Saint-Pierre) ainsi que des détails d'Art Nouveau présent sur beaucoup de bâtiments (immeubles et hôtels) de la ville.

## Amsterdam en 2016
Le bloc sur Amsterdam, capitale des Pays-Bas, est émis le 07 novembre 2016 (premier jour le 03 novembre 2016) à 600.000 exemplaires, et retiré de la vente de la 25 août 2017. L'illustration et la conception graphique du bloc ont été réalisées par Stéphane Humbert-Basset. Chaque timbre a une valeur faciale de 0,80 €. Le bloc est mis en vente à 3,20 €.
Monuments représentés sur les timbres : le Béguinage, le Rijksmuseum, les canaux et les façades et le Westerkerk.
Le reste du feuillet représente un des multiples canaux de la ville.

## La Valette en 2017

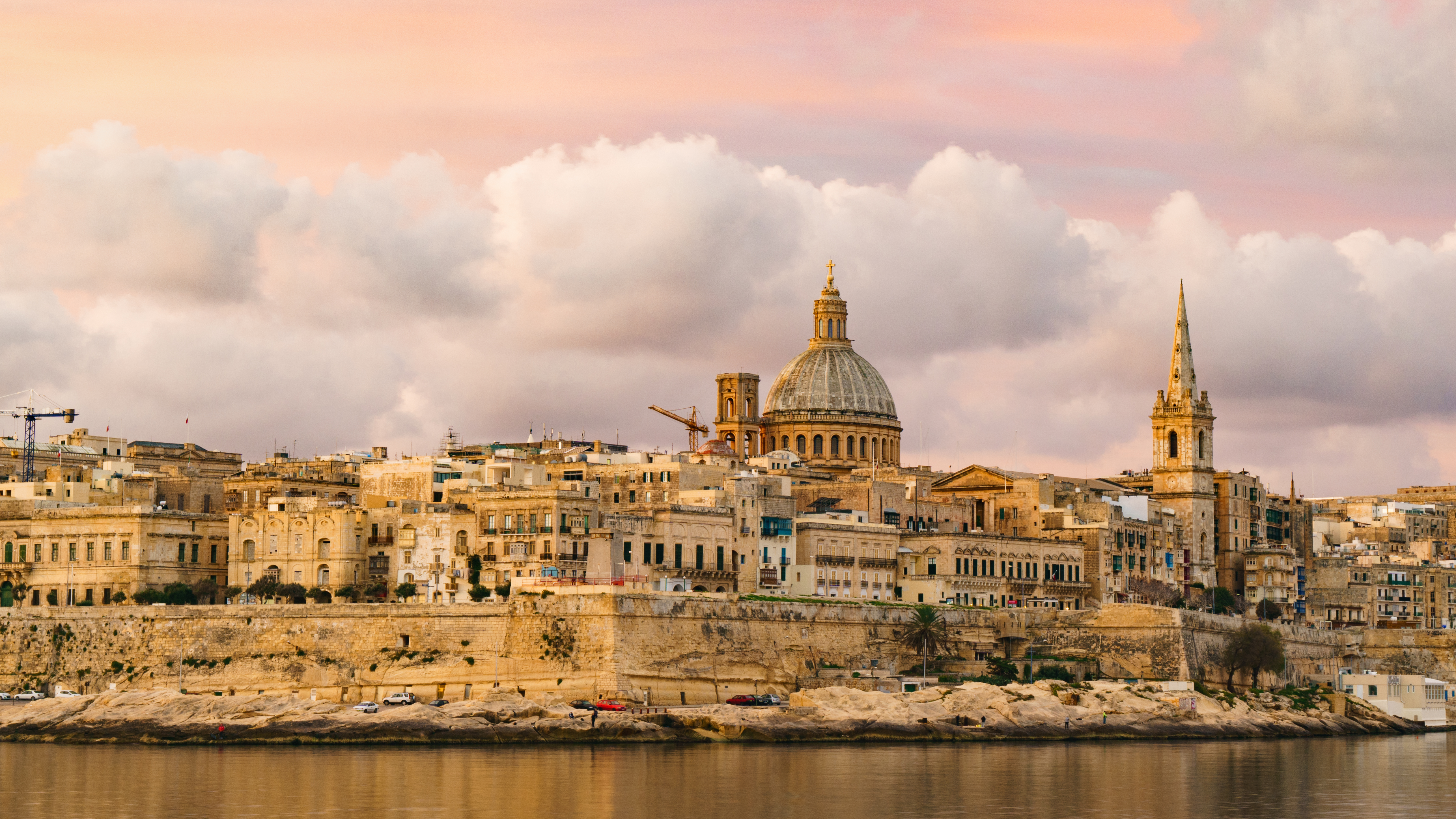
Vue panoramique de La Valette

Le bloc sur La Valette, capitale de la république de Malte, est émis le 13 mars 2017 (premier jour le 10 mars 2017) à 200.000 exemplaires, et retiré de la vente 29 décembre 2017. L'illustration et la conception graphique du bloc ont été réalisées par Jacques de Loustal. La mise en page et le timbre à date Premier Jour sont l'oeuvre de Marion Favreau. 
Chaque timbre a une valeur faciale de 0,85 €. Le bloc est mis en vente à 3,40 €.
Monuments représentés sur les timbres : Palais des grands maîtres - Gallarija (balcon) - Cathédrale Saint-Jean - Fort Saint-Elme. Le fond du feuillet est une vue panoramique sur La Valette, avec des Luzzu, bateaux traditionnels de Malte.

## Tallinn en 2018
Le bloc sur Tallinn, capitale de l'Estonie, est émis le 23 avril 2018 (premier jour le 20 avril 2018) à 200.000 exemplaires, et retiré de la vente le 30 janvier 2019. L'illustration et la conception graphique du bloc ont été réalisées par Broll & Prascida d'après photos. Le timbre à date Premier Jour est l'oeuvre de Valérie Besser. Chaque timbre a une valeur faciale de 1,20 €. Le bloc est mis en vente à 4,80 €.
Monuments représentés sur les timbres : le Château de Toompea, la Cathédrale Alexandre-Nevski, la Porte de Viru et la Place de l'Hôtel de ville . Le fond du feuillet est une vue panoramique sur Tallinn.

## Helsinki en 2019
Le bloc sur Helsinki, capitale de la Finlande, est émis le 18 mars 2019 (premier jour le 16 mars 2019) à 400.000 exemplaires, et retiré de la vente le 31 décembre 2019. L'illustration, la conception graphique du bloc ont été réalisées par Alice Bigot et Aapo Nikkanen d'après photos, ainsi que le timbre à date Premier Jour. Chaque timbre a une valeur faciale de 1,30 €. Le bloc est mis en vente à 5,20 €.
Monuments représentés sur les timbres : La Cathédrale luthérienne Saint-Nicolas - Le quartier Kruununhaka - Suomenlinna - Monument Sibelius.
Sur le fond du feuillet, la silhouette de l'île de Katajanokka avec la cathédrale Ouspenski.

## Dublin en 2020
Le bloc sur Dublin, capitale de l'Irlande, est émis le 16 mars 2020 (premier jour le 13 mars 2020) à 400.000 exemplaires, et retiré de la vente le 31 mars 2021. L'illustration et la conception graphique du bloc ont été réalisées  d'après photos par Christophe Laborde-Balen, ainsi que le timbre à date Premier Jour. Chaque timbre a une valeur faciale de 1,40 €. Le bloc est mis en vente à 5,60 €.
Monuments représentés sur les timbres : le Trinity college - le Ha'penny bridge - le château de Dublin - la cathédrale Saint-Patrick.
Le reste du feuillet représente des éléments des cultures irlandaise et celtique : la harpe celtique, le pub, la croix celtique, un ballon de rugby à XV, le trèfle, des motifs celtiques.

## Stockholm en 2021
Le bloc sur Stockholm, capitale de la Suède, est émis le 29 mars 2021 (premier jour le 26 mars 2021) à 400.000 exemplaires, et retiré de la vente le 21 mars 2022. L'illustration et la conception graphique du bloc ont été réalisées d'après photos par Sophia Babari, ainsi que le timbre à date Premier Jour. Chaque timbre a une valeur faciale de 1,50 €. Le bloc est mis en vente à 6,00 €.
Monuments représentés sur les timbres : l'hôtel de ville de Stockholm, le Palais royal, l'opéra royal de Stockholm et le Gamla stan.
Le reste du feuillet représente une vue aérienne du centre historique de la ville.

## Ljubljana en 2022
Le bloc sur Ljubljana, capitale de la Slovénie, est émis le 25 avril 2022 (premier jour 22 avril 2022) à 400.000 exemplaires, et retiré de la vente le 30 avril 2023. L'illustration du bloc, la mise en page, ainsi que le timbre à date Premier Jour ont été réalisés par Alain Bouldouyre. Line Filhon a fait la gravure du bloc. Chaque timbre a une valeur faciale de 1,65 €. Le bloc est en vente à 6,60 €.
Monuments représentés sur les timbres : le pont des Dragons, la cathédrale Saint-Nicolas, le château de Ljubljana et le parc Tivoli.
Les monuments illustrant ce bloc-feuillet sont des œuvres de Jože Plecnik, né en 1872 à Laibach (nom en Allemand de Ljubljana) et mort en 1957 à Ljubljana, architecte yougoslave ayant travaillé à Ljubljana. Ces 4 monuments sont inscrits sur la liste du patrimoine mondial de l'UNESCO.

## Bratislava en 2023
Le bloc sur Bratislava, capitale de la Slovaquie, a été émis le 09 mai 2023 (premier jour le 05 mai 2023) à 400.000 exemplaires, et retiré de la vente le 31 mai 2024. L'illustration et la conception graphique du bloc ont été réalisées par Mathilde Laurent d'après photos. Chaque timbre a une valeur faciale de 1,80 €. Le bloc est mis en vente à 7,20 €.
Monuments représentés sur les timbres : Le château, l'hôtel de ville, l'église Sainte-Elisabeth et la porte Saint-Michel.
Le reste du feuillet représente une vue d'ensemble de la ville.

## Berne en 2024
Le bloc sur Berne, capitale de la Confédération suisse, a été émis le 14 octobre 2024 (premier jour le 09 octobre 2024) à 440.000 exemplaires. L'illustration et la conception graphique du bloc ont été réalisées par Benjamin Van Blancke d'après photos, ainsi que le timbre à date Premier Jour. Chaque timbre a une valeur faciale de 1,96 €. Le bloc est mis en vente à 7,84 €.
Monuments représentés sur les timbres : La cathédrale, la tour des prisons (Käfigturm), la tour de l'horloge et le palais fédéral.
Le fond du bloc représente une vue aérienne de la vieille ville, sur une boucle de l'Aar
Ce feuillet célèbre les 150 ans de l’Union postale universelle, dont le siège est à Berne.

### Sources
- La presse philatélique française, notamment les pages « Nouveautés » de Timbres magazine.[évasif]
- Les blocs-feuillets « Capitales européennes » de la Poste à partir de 2002.
- Le site WikiTimbres pour les nombres d'exemplaires et les dates de retrait.
- Le site Artdutimbregrave pour les artistes créateurs des timbres